# Serge Silberman
Serge Silberman (Łódź, 1º de maio de 1917 - Paris, 22 de julho de 2003) foi um produtor cinematográfico francês.
Nascido em Łódź quando esta cidade fazia parte do Império Russo. Na Segunda Guerra Mundial, por ser judeu, foi prisioneiro em Campo de extermínio. Após a guerra instalou-se em Paris.
Muito conhecido por produzir cinco filmes de Luis Buñuel, inclusive o premiado com o Oscar de melhor filme estrangeiro Le charme discret de la bourgeoisie.
Fundou a Greenwich Film Productions em 1966 que chegou a produzir 15 filmes. Em 1981 obteve seu maior sucesso comercial com Diva de Jean-Jacques Beineix. Produziu também a superprodução Ran de Akira Kurosawa.
Recebeu o prêmio César honorário em 1988.